# Ségny
Ségny – miejscowość i gmina we Francji, w regionie Owernia-Rodan-Alpy, w departamencie Ain.

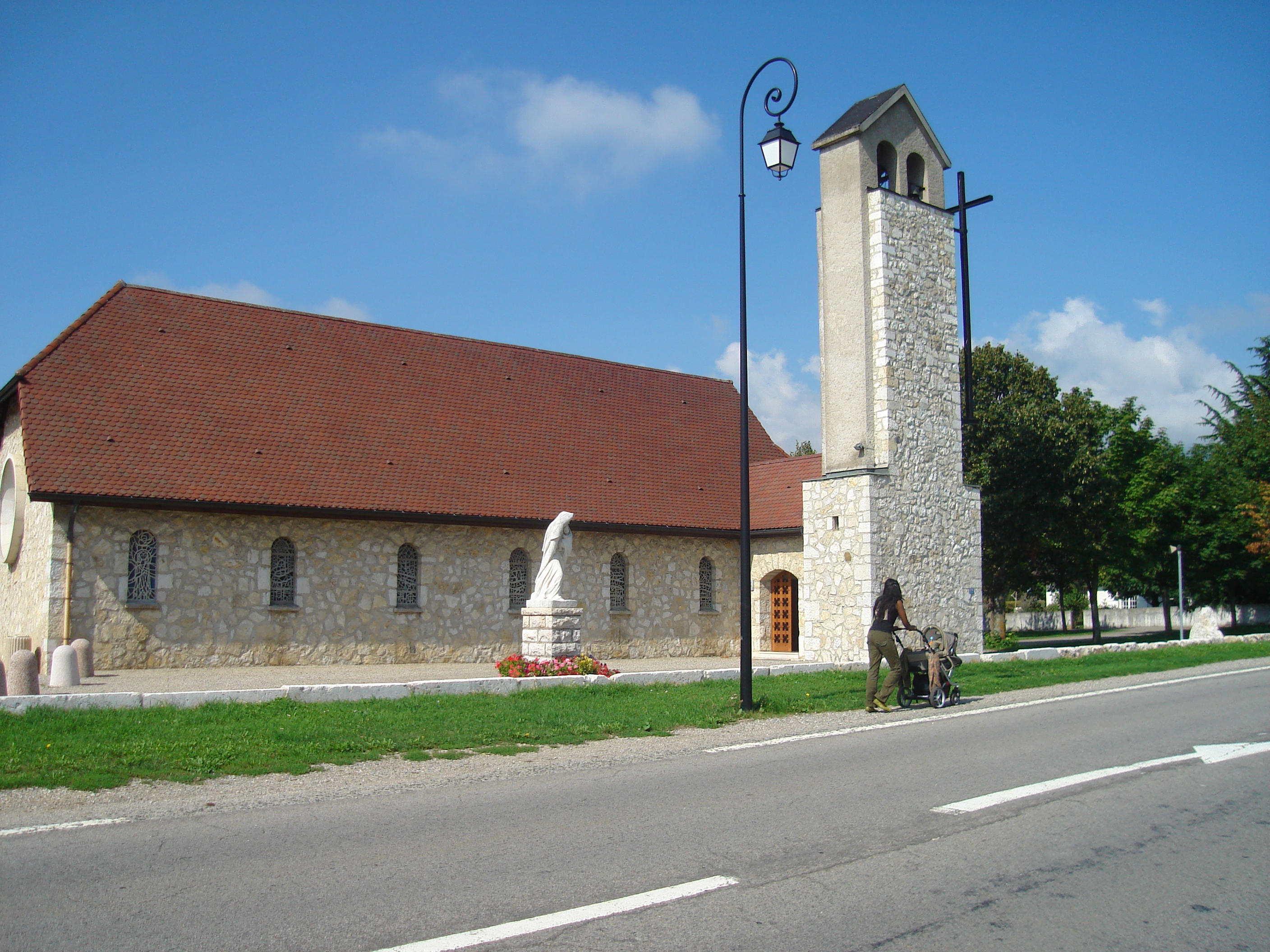
Kościół Matki Bożej

## Demografia
Według danych na styczeń 2012 roku gminę zamieszkiwały 1823 osoby, a gęstość zaludnienia wynosiła 562,7 osób/km².